# 蒼いメモリーズ
「蒼いメモリーズ」（あおいめもりーず）は、おニャン子クラブ会員番号13番・内海和子のソロデビューシングル。1986年11月7日発売。発売元はキャニオンレコード。

## 解説
それまでおニャン子クラブのシングルのB面曲をソロで唄ったことはあり、“B面の女王”と呼ばれたりしていた彼女の満を持してのソロデビューシングル。
「蒼いメモリーズ」「好きで、ごめん。」共に、CX系放映アニメーション『タッチⅣ』挿入歌。

## 収録曲
（全作詞: 売野雅勇、作曲・編曲: 芹澤廣明）
1. 蒼いメモリーズ
2. 好きで、ごめん。

## 収録作品
- LUNCH TIME (#1)
- MY これ!クション 内海和子・BEST
- NON-STOP おニャン子 (#1)
- 家宝 (#1)
- おニャン子クラブA面コレクション Vol.3 (#1)
- おニャン子クラブB面コレクション Vol.3 (#2)